# Gloria Grahame
Pour les articles homonymes, voir Grahame.
Gloria Grahame Hallward, née le 28 novembre 1923 à Los Angeles et morte le 5 octobre 1981 à New York d'un cancer et d'une péritonite, est une actrice et chanteuse américaine. Elle a commencé sa carrière d'actrice dans le théâtre et a fait son premier film, en 1944, pour MGM.  

## Biographie
Gloria Grahame est née à Los Angeles, en Californie. Son père, Reginald Michael Bloxam Hallward, est architecte et sa mère, Jean McDougall qui utilisait le nom de scène Jean Grahame, est une comédienne d'origine écossaise et professeur de théâtre. Elle a une sœur aînée, Joy Hallward, mariée à l'acteur John Mitchum. Elle est une descendante du roi d'Angleterre Édouard III,. 
Elle se découvre une passion pour le théâtre à l'âge de 9 ans. Plus tard, elle est scolarisée au Hollywood High School (en). 

### Vie privée
Gloria Grahame s'est mariée quatre fois : en premières noces, en 1945, avec Stanley Clements, acteur, dont elle divorce en 1948. En 1948, elle épouse en deuxièmes noces Nicholas Ray, réalisateur. Ils se séparent en 1950, et divorcent en 1952, à la suite d'une affaire d'adultère, où Gloria aurait été surprise au lit avec Antony, le fils de Nicholas Ray,. Ils ont eu un enfant ensemble prénommé Timothy en 1948. En troisièmes noces, Gloria Grahame épouse Cy Howard, écrivain et producteur TV, dont elle divorce en 1957. Le couple a une fille  Marianne Paulette Howard, née en 1956. Enfin, elle épouse Anthony « Tony » Ray; ils auront deux enfants  : Anthony Jr Ray né en 1963 et James Ray né en 1965.  
Sa liaison avec l'acteur Peter Turner, alors qu'elle est atteinte d'un cancer du sein , fait l'objet, en 2017, du film, Film Stars Don't Die in Liverpool, avec Annette Bening et Jamie Bell.

## Filmographie

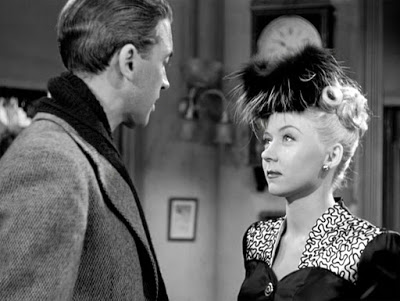
Face à James Stewart dans La vie est belle (1946).

### Cinéma

#### Années 1940
- 1944 : Blonde Fever (en) de Richard Whorf : Sally Murfin
- 1945 : Sans amour (Without Love) de Harold S. Bucquet : la fleuriste
- 1946 : La vie est belle (It's a Wonderful Life) de Frank Capra : Violet Bick
- 1947 : Tout le monde chante (It Happened in Brooklyn) de Richard Whorf : l'infirmière
- 1947 : Feux croisés (Crossfire) d'Edward Dmytryk : Ginny Tremaine
- 1947 : Meurtre en musique (Song of the Thin Man) d'Edward Buzzell : Fran Ledue Page
- 1947 : L'As du cinéma (Merton of the Movies) de Robert Alton : Beulah Baxter
- 1949 : Secret de femme (A Woman's Secret) de Nicholas Ray : Susan Caldwell alias Estrellita
- 1949 : Roughshod (en) de Mark Robson : Mary Wells

#### Années 1950
- 1950 : Le Violent (In a Lonely Place) de Nicholas Ray : Laurel Gray
- 1952 : Sous le plus grand chapiteau du monde (The Greatest Show on Earth) de Cecil B. DeMille : Angel
- 1952 : Le Paradis des mauvais garçons (Macao) de Josef von Sternberg et Nicholas Ray : Margie
- 1952 : Le Masque arraché (Sudden Fear) de David Miller : Irene Neves
- 1952 : Les Ensorcelés (The Bad and the Beautiful) de Vincente Minnelli : Rosemary Bartlow
- 1953 : Les Frontières de la vie (The Glass Wall) de Maxwell Shane : Maggie Suthand
- 1953 : Le Cirque en révolte (Man on a Tightrope) d'Elia Kazan : Zama Cernik
- 1953 : Règlement de comptes (The Big Heat) de Fritz Lang : Debby Marsh
- 1953 : Les Prisonniers de la casbah (en) (Prisoners of the Casbah) de Richard L. Bare : la princesse Nadja
- 1954 : Les bons meurent jeunes (The Good Die Young) de Lewis Gilbert : Denise
- 1954 : Désirs humains (Human Desire) de Fritz Lang : Vicki Buckley
- 1954 : Alibi meurtrier (Naked Alibi) de Jerry Hopper : Marianna
- 1955 : La Toile d'araignée (The Cobweb) de Vincente Minnelli : Karen McIver
- 1955 : Pour que vivent les hommes (Not as a Stranger) de Stanley Kramer : Harriet Lang
- 1955 : Oklahoma ! (Oklahoma!) de Fred Zinnemann : Ado Annie Carnes
- 1956 : L'Homme qui n'a jamais existé (The Man Who Never Was) de Ronald Neame : Lucy Sherwood
- 1957 : L'Or des Cheyennes (en) (Ride Out for Revenge) de Bernard Girard : Amy Porter
- 1959 : Le Coup de l'escalier (Odds Against Tomorrow) de Robert Wise : Helen

#### Années 1960
- 1966 : Marqué au fer rouge (Ride Beyond Vengeance) de Bernard McEveety : Bonnie Shelley

#### Années 1970
- 1971 : Blood and Lace de Philip S. Gilbert : Mme Deere
- 1971 : The Todd Killings (en) de Barry Shear : Mme Roy
- 1971 : Chandler (en) de Paul Magwood : Selma
- 1972 : The Loners (en) de Sutton Roley : Annabelle
- 1973 : Les cartes ne mentent jamais (Tarot) de José María Forqué : Natalie
- 1974 : Mama's Dirty Girls (en) de John Hayes : Mama Love
- 1976 : Mansion of the Doomed (en) de Michael Pataki : Katherine
- 1979 : Le Casse de Berkeley Square (A Nightingale Sang in Berkeley Square) de Ralph Thomas : Ma Fox
- 1979 : Head Over Heels de Joan Micklin Silver : Clara

#### Années 1980
- 1980 : Melvin and Howard de Jonathan Demme : Mme Sisk
- 1981 : Retour vers le cauchemar (en) (The Nesting) d'Armand Weston : Florinda Costello

### Télévision
- 1964 : Au-delà du réel (The Outer Limits) : Florinda Patten (série, 1 épisode)
- 1970 : Daniel Boone : Molly Hogan (série, 1 épisode)
- 1971 : Escape de John Llewellyn Moxey : Evelyn Harrison (téléfilm)
- 1971 : Black Noon (en) de Bernard L. Kowalski : Bethia (téléfilm)
- 1974 : The Girl on the Late, Late Show (en) de Gary Nelson : Carolyn Porter (téléfilm)
- 1976 : Le Riche et le Pauvre (Rich Man, Poor Man) : Sue Prescott (série, 1 épisode)
- 1977 : Septième Avenue (en) (Seventh Avenue) : Moll (série, 2 épisodes)
- 1977 : Kojak (série, 1 épisode)
- 1980 : Les Joyeuses Commères de Windsor (The Merry Wives of Windsor) de Jack Manning : Mme Page (téléfilm)
- 1980 : Gladys dans l'épisode "Attention à la peinture" (Depart in peace) de la série Bizarre, Bizarre, deuxième saison.

## Distinctions
- Nomination à l'Oscar de la meilleure actrice dans un second rôle en 1948 pour Feux croisés
- Oscar de la meilleure actrice dans un second rôle en 1953 pour Les Ensorcelés
- Nomination au Golden Globe Award : Meilleure actrice dans un second rôle en 1953 pour Les Ensorcelés